# Paul Corder
Paul Corder (* 14. Dezember 1879 in London; † 6. August 1942 ebenda) war ein englischer Komponist.
Corder wurde von seinem Vater Frederick Corder ausgebildet. Ab 1907 war er Lehrer für Harmonielehre und Komposition an der Royal College of Music. 
Er komponierte Opern und Ballette, eine gälische Orchesterfantasie, Kantaten und Klavierwerke.

## Werke
- Rapunzel, Oper
- Grettir the Strong, Oper
- The Dryad, Ballett
- A Song of Battle für Chor und Orchester
- A Song of the Ford für Männerchor und Orchester
- Four Sea Songs für Bariton und Orchester
- The Moonslave, a terpsichorean fantasy
- A Song of the Bottle
- Spanish Waters
- Sunset and Sunrise
- Pelleas and Melisande
- Cyrano de Bergerac, Ouvertüre
- Gaelic Fantasy
- Morar
- Dross, Musikdrama ohne Worte
- Violinkonzert
- Fünf Tongemälde für Orchester: Along the Seashore: 1. The Ebbing Tide; 2. The Sea Cavern; 3. Seagull’s Rock; 4. The still hour of dusk; 5. The Call of the Sea
- Streichquartett
- Fountains für Viola und Klavier
- Transmutations of an Original Theme für Klavier
- Nine Preludes für Klavier
- Three Studies
- Passacaglia
- Romantic Study
- Heroic Elegy
- Spanish Waters
- An Autumn Memory

| Personendaten    | Personendaten        |
| ---------------- | -------------------- |
| NAME             | Corder, Paul         |
| KURZBESCHREIBUNG | englischer Komponist |
| GEBURTSDATUM     | 14. Dezember 1879    |
| GEBURTSORT       | London               |
| STERBEDATUM      | 6. August 1942       |
| STERBEORT        | London               |